# Accélération de Coriolis
Pour les articles homonymes, voir Coriolis.
L'accélération de Coriolis (nommée ainsi en l'honneur du savant français Gaspard-Gustave Coriolis) ou accélération complémentaire est un terme d'accélération qui intervient lorsque l'on étudie le mouvement d'un corps se déplaçant dans un référentiel en rotation par rapport à un référentiel galiléen.
{\displaystyle {\vec {a_{C}}}=2\,{\vec {\Omega }}_{R/R_{g}}\wedge {\vec {v}}_{M/R}}
On lui fait souvent correspondre une force fictive correspondante (la force de Coriolis) afin de continuer à étudier le corps considéré dans son référentiel en rotation (pour simplifier la résolution).

## Calcul de l'accélération de Coriolis
Soit {\displaystyle \ {\vec {r}}\ } le rayon vecteur du point considéré dans le référentiel absolu R, d/dt l'opérateur dérivée totale dans R, {\displaystyle \partial /\partial t\ } l'opérateur dérivée relative dans le référentiel en mouvement R' et {\displaystyle {\vec {\Omega }}} le vecteur vitesse de rotation instantanée de R' dans R. L'opérateur dérivation totale s'écrit alors selon la formule de Varignon :
{\displaystyle {\frac {\mathrm {d} }{\mathrm {d} t}}={\frac {\partial }{\partial t}}+{\vec {\Omega }}\wedge }
Cette expression peut s'élever (formellement) au carré :
{\displaystyle {\begin{aligned}{\frac {\mathrm {d} ^{2}}{\mathrm {d} t^{2}}}&=\left({\frac {\partial }{\partial t}}+{\vec {\Omega }}\wedge \right)\left({\frac {\partial }{\partial t}}+{\vec {\Omega }}\wedge \right)\\&={\frac {\partial ^{2}}{\partial t^{2}}}+{\frac {\partial }{\partial t}}({\vec {\Omega }}\wedge )+{\vec {\Omega }}\wedge {\frac {\partial }{\partial t}}+{\vec {\Omega }}\wedge ({\vec {\Omega }}\wedge )\\&={\frac {\partial ^{2}}{\partial t^{2}}}+{\frac {\partial {\vec {\Omega }}}{\partial t}}\wedge +{\vec {\Omega }}\wedge {\frac {\partial }{\partial t}}+{\vec {\Omega }}\wedge {\frac {\partial }{\partial t}}+{\vec {\Omega }}\wedge ({\vec {\Omega }}\wedge )\\&={\frac {\partial ^{2}}{\partial t^{2}}}+{\frac {\partial {\vec {\Omega }}}{\partial t}}\wedge +2{\vec {\Omega }}\wedge {\frac {\partial }{\partial t}}+{\vec {\Omega }}\wedge ({\vec {\Omega }}\wedge )\end{aligned}}}
N.B. L'expression peut aussi être dérivée une seconde fois en l'appliquant à elle-même, pour aboutir au même résultat :
{\displaystyle {\frac {\mathrm {d} ^{2}}{\mathrm {d} t^{2}}}={\frac {\partial }{\partial t}}\left({\frac {\partial }{\partial t}}+{\vec {\Omega }}\wedge \right)+{\vec {\Omega }}\wedge \left({\frac {\partial }{\partial t}}+{\vec {\Omega }}\wedge \right)} etc.
On peut maintenant appliquer l'opérateur dérivée totale seconde au rayon vecteur {\displaystyle \ {\vec {r}}\ } :
{\displaystyle {\frac {\mathrm {d} ^{2}{\vec {r}}}{\mathrm {d} t^{2}}}={\frac {\partial ^{2}{\vec {r}}}{\partial t^{2}}}+{\frac {\partial {\vec {\Omega }}}{\partial t}}\wedge {\vec {r}}+2{\vec {\Omega }}\wedge {\frac {\partial {\vec {r}}}{\partial t}}+{\vec {\Omega }}\wedge ({\vec {\Omega }}\wedge {\vec {r}})}
On distingue les quatre termes qui compose l'accélération absolue:
| {\displaystyle {\frac {\mathrm {d} ^{2}{\vec {r}}}{\mathrm {d} t^{2}}}} | {\displaystyle =} | {\displaystyle {\frac {\partial ^{2}{\vec {r}}}{\partial t^{2}}}} | {\displaystyle +} | {\displaystyle {\frac {\partial {\vec {\Omega }}}{\partial t}}\wedge {\vec {r}}} | {\displaystyle +} | {\displaystyle 2{\vec {\Omega }}\wedge {\frac {\partial {\vec {r}}}{\partial t}}} | {\displaystyle +} | {\displaystyle {\vec {\Omega }}\wedge ({\vec {\Omega }}\wedge {\vec {r}})} |
| accélération absolue                                                    | =                 | accélération relative                                             | +                 | accélération tangentielle                                                        | +                 | accélération de Coriolis                                                          | +                 | accélération centripète                                                    |

La somme de l'accélération tangentielle et de l'accélération centripète est l'accélération d'entraînement.

## Lien avec la "déviation vers l'Est"
Considérons une pierre tombant dans un puits très profond. L'accélération absolue de la pierre est due à l'attraction terrestre : {\displaystyle {\frac {\mathrm {d} ^{2}{\vec {r}}}{\mathrm {d} t^{2}}}={\vec {g}}}
Soit {\displaystyle {\vec {v}}} la vitesse courante de la pierre, et considérons que la terre tourne à vitesse constante : {\displaystyle {\frac {\partial {\vec {\Omega }}}{\partial t}}={\vec {0}}}
Un observateur situé au bord du puits mesure l'accélération de {\displaystyle {\vec {r}}} dans son repère relatif :
{\displaystyle {\frac {\partial ^{2}{\vec {r}}}{\partial t^{2}}}={\vec {g}}-2{\vec {\Omega }}\wedge {\vec {v}}}
L'accélération centripète est comprise dans le terme gravitationnel, étant négligeable en module. {\displaystyle {\vec {v}}} étant dirigé vers le centre de la terre ("chute") et {\displaystyle {\vec {\Omega }}} ayant la direction Sud-Nord, le terme de Coriolis {\displaystyle -2{\vec {\Omega }}\wedge {\vec {v}}} est dirigé vers l'Est.
Inversement, une fusée soumise à une poussée constamment verticale paraîtra aux observateurs terrestres être déviée vers l'Ouest.

## Interprétation
L'accélération de Coriolis permet l'interprétation de beaucoup de phénomènes à la surface de la Terre : par exemple le mouvement des masses d'air et des cyclones, la déviation de la trajectoire des projectiles à grande portée, le changement du plan de mouvement d'un pendule tel que montré par Foucault dans son expérience de 1851 au Panthéon de Paris, ainsi que la légère déviation vers l'est lors de la chute libre.